# Manuae
Manuae är en obebodd atoll i den södra gruppen av Cooköarna, cirka 100 km sydöst om Aitutaki. Den omfattar två hästskoformade småöar, Manuae och Te Au O Tu, som har en totalt landarea på 6 km² på var sin sida om lagunen. Högsta punkten på ön ligger på bara 5 meter över havet. Ön är ett marinskyddsområde och ett viktigt häcknings- och fortplantningsområde för många fåglar och sköldpaddor.
Kapten James Cook siktade Manuae den 23 september 1773. Han döpte ön till Sandwich Island men ändrade den sen till Hervey Island, efter dåvarande amiralitetslorden Hervey. Hela den södra gruppen kallades faktiskt Hervey Islands ända fram till 1800-talet då en rysk expedition gav alla öarna det nya namnet Cooköarna till minne av just James Cook.
Erlend Loe har skrivit en roman, Expedition L om en norsk expedition till ön.